# Leones Vegetarianos Fútbol Club
El Leones Vegetarianos Fútbol Club es un equipo de fútbol de Guinea Ecuatorial basado en la ciudad de Malabo. Actualmente milita en la Segunda División de Guinea Ecuatorial, tras descender de la Primera División en la temporada 2023-24.

## Historia
El club fue fundado el 20 de julio de 2002 por Juan María Rojas y José David Ekang con el nombre de Vegetarianos FC. Rojas fundó el club para ayudar a promover la Fundación Vegetariana PRP, cuya intención era ayudar a mejorar la salud de los jóvenes. Su primera aparición en competiciones nacionales tuvo lugar en 2008, en la Segunda División, que entonces se conocía como Primera Regional. El club quedó integrado en el Grupo B del Grupo Insular. Se desconoce la posición final del club ese año.
En 2010, Ateba Mangue, director financiero de una aerolínea local, se hizo cargo del club y propuso cambiar el nombre del club por el actual, que a pesar de la oposición inicial de los jugadores, finalmente fue aceptado. En este mismo año, el club se inscribió por primera vez en Primera División, por lo que probablemente subió en 2008 o 2009. Jugó en el grupo de la Región Insular y llegó a las eliminatorias nacionales, pero no consiguió el título. También ganó el Trofeo Teodoro Nguema Obiang Mangue tras imponerse por 2-1 al Deportivo Mongomo, pero como no se había clasificado para competiciones continentales, es posible que se tratara de un torneo amistoso. En 2013, terminó la primera fase de la Región Insular en segundo lugar, con 17 puntos. En la Liguilla, terminó en cuarto puesto, con 6 puntos. En la Copa, llegó a la final de la fase de la Región Insular, pero perdió contra The Panther por 4 a 1 en los penaltis, tras empatar 1 a 1.
En 2014, el club ganó la Copa de Su Excelencia tras derrotar al Deportivo Mongomo en la tanda de penaltis en Ebebiyín, y se clasificó por primera vez para la Copa Confederación. En la ronda preliminar, en la que se enfrentó al Dolphins FC, ganó el partido de ida por 1 a 0. En la vuelta, perdieron por el mismo resultado y acabaron cayendo por 3-5 en la tanda de penaltis. En marzo del mismo año, ganó la Supercopa tras vencer al entonces campeón de la liga Sony de Elá Nguema por 1 a 0. En 2015, se clasificó para la Liguilla, pero no se sabe su clasificación final, ni tampoco si fue campeón. En la Copa, fue eliminado en la final de la Región Insular por The Panther.
En la temporada 2015/16, tras los cambios en la organización del campeonato, el club participó en la primera Liga Nacional de Fútbol SEGESA, llegando a la Liguilla y clasificándose para la final, en la que perdió contra el Sony de Elá Nguema por 3 a 2 en la tanda de penaltis, tras empatar a 0. En la Copa, llegó a la final de la Región Insular, donde fue derrotado por el Atlético Semu. En la temporada 2016/17, terminó siendo campeón de la Liga. En la Copa, volvió a perder la final regional contra el Atlético Semu. Y en la Supercopa, fue derrotado por 1 a 0 por el Deportivo Niefang. No se sabe el rendimiento del club en la Copa en la temporada 2017/18, pero sí que terminó la Liga Nacional como campeón. Por esa razón, se clasificó por primera vez para la Liga de Campeones de la CAF. Fue sorteado para jugar contra el Gor Mahia, de Kenia, en la ronda preliminar. En el partido de ida, en el estadio Kenyatta, perdió por 2 a 0. En el partido de vuelta, consiguió empatar a uno, pero fue eliminado por el resultado global. En la temporada 2018/19, terminó el grupo de la Región Insular en primer lugar, con 49 puntos, pero en la Liguilla quedó en el segundo puesto. Sin embargo, debido a que la Liga de Campeones de la CAF estaba modificando el modelo de calendario de la competición, el club tuvo otra oportunidad de participar en el campeonato esa temporada. Se sorteó para jugar contra el Mamelodi Sundowns, de Sudáfrica, en la ronda preliminar, donde perdió por 2 a 0 en la ida y por 5 a 1 en la vuelta. En la temporada 2019/20, hasta el abandono del campeonato debido a la pandemia de COVID-19, el club iba primero con 28 puntos. En la temporada 2020/21, como la liga nacional no se celebró, el club no participó en competiciones oficiales ese año. En la temporada 2021/22, quedó en primer lugar en la fase de grupos, pero terminó la Liguilla en quinto puesto. En la Copa, llegó a las semifinales de la Insular, pero perdió por 4 a 2 en los penaltis contra el Atlético Semu tras un empate. En 2023, terminó la fase de grupos en segundo puesto y, respecto a la Liguilla, no se sabe dónde terminó, pero sí que no fue el campeón. En la Copa, llegó a la final de la Insular, pero perdió por 2 a 1 contra el Cano Sport Academy.
En la temporada 2023/24, tras una mala campaña en la Primera División, en la que solo consiguió 13 puntos en 18 partidos, acabó descendiendo por primera vez.

## Jugadores notables
- Diosdado Mbele[29]
- Roben Nsue[29]

## Estadio
El club juega sus partidos en el Estadio de Malabo, que tiene una capacidad de 16000 espectadores.

## Palmarés
- Primera División de Guinea Ecuatorial (2): 2017, 2018.
- Copa de Su Excelencia (1): 2014.
- Supercopa de Guinea Ecuatorial (1): 2015
- Trofeo Teodoro Obiang (1): 2010

## Participación en competiciones de la CAF
| Temporada | Torneo                       | Ronda      | Club              | Casa | Visita | Global      |
| --------- | ---------------------------- | ---------- | ----------------- | ---- | ------ | ----------- |
| 2015      | Copa Confederación de la CAF | Preliminar | Dolphins          | 1-0  | 0-1    | 1-1 (3-5 p) |
| 2018      | Liga de Campeones de la CAF  | Preliminar | Gor Mahia         | 1-1  | 0-2    | 1-3         |
| 2018/19   | Liga de Campeones de la CAF  | Preliminar | Mamelodi Sundowns | 0-2  | 1-5    | 1-7         |